# Bergärla
Bergärla (Motacilla clara) är en fågel i familjen ärlor inom ordningen tättingar.

## Utseende och läte
Bergärlan är en elegant och långstjärtad tätting, med grå rygg, ljus undersida och ett svart bröstband. I flykten är vita yttre stjärtpennor tydliga. Arten liknar kapärla, men denna är brun ovan och har mindre vitt i vingar och stjärt. Forsärlan har gult på undersidan. Lätet är ett strävt "tseeet", mean sången är en komplex och vacker serie med höga toner och drillar.

## Utbredning och systematik
Bergärla delas in i tre underarter med följande utbredning:
- Motacilla clara chapini – förekommer från Sierra Leone till Gabon, Demokratiska republiken Kongo och västra Uganda
- Motacilla clara torrentium – förekommer i östra Uganda, Kenya, Rwanda, Angola och Sydafrika
- Motacilla clara clara – förekommer i Etiopien

## Levnadssätt
Bergärlan hittas vid rinnande vattendrag, vanligen i bergsskogar. Den födosöker på ärlors vis på marken, konstant vippande på stjärten.

## Status
Arten har ett stort utbredningsområde och beståndet anses stabilt. Internationella naturvårdsunionen IUCN listar den därför som livskraftig (LC).